# Teodor Kocerka
Teodor Kocerka (Bydgoszcz, 6 de agosto de 1927-Varsovia, 25 de septiembre de 1999) fue un deportista polaco que compitió en remo.
Participó en tres Juegos Olímpicos de Verano entre los años 1952 y 1960, obteniendo dos medallas, bronce en Helsinki 1952 y bronce en Roma 1960. Ganó cinco medallas en el Campeonato Europeo de Remo entre los años 1953 y 1959.

## Palmarés internacional
| Juegos Olímpicos   | Juegos Olímpicos         | Juegos Olímpicos  | Juegos Olímpicos |
| Año                | Lugar                    | Medalla           | Prueba           |
| ------------------ | ------------------------ | ----------------- | ---------------- |
| 1952               | Helsinki (Finlandia)     | Medalla de bronce | Scull individual |
| 1960               | Roma (Italia)            | Medalla de bronce | Scull individual |
| Campeonato Europeo |                          |                   |                  |
| Año                | Lugar                    | Medalla           | Prueba           |
| 1953               | Copenhague (Dinamarca)   | Medalla de plata  | Scull individual |
| 1954               | Ámsterdam (Países Bajos) | Medalla de plata  | Scull individual |
| 1955               | Gante (Bélgica)          | Medalla de oro    | Scull individual |
| 1956               | Bled (Yugoslavia)        | Medalla de bronce | Scull individual |
| 1959               | Mâcon (Francia)          | Medalla de bronce | Scull individual |